# Dominique Rocheteau
Dominique Rocheteau (Saintes, 14 de janeiro de 1955) é um ex-futebolista francês.

## Carreira
Começou sua carreira no AS Saint-Étienne. É reconhecido mundialmente por ter se tornado o maior artilheiro da História do Paris SG até os anos 2000, quando foi ultrapassado por Pauleta. Tratava-se de um jogador de raro controle de bola, com potência e precisão nos arremates. 
Participou do elenco da Liga dos Campeões da Europa de 1976 pelo Saint-Étienne, que perdeu a final para o Bayern de Munique por 1 a 0, mas o seu melhor momento na carreira de jogador foi na Eurocopa de 1984, onde se sagrou campeão com a Seleção Francesa.

## Títulos
Saint-Étienne
- Campeonato Francês: 1973–74, 1974–75 e 1975–76
- Copa da França: 1976–77

Paris Saint-Germain
- Campeonato Francês: 1985–86
- Copa da França: 1981–82 e 1982–83

Seleção Francesa
- Eurocopa: 1984
- Copa dos Campeões CONMEBOL–UEFA: 1985